# Helicopsyche merida
Helicopsyche merida är en nattsländeart som beskrevs av Lazar Botosaneanu och Oliver S. Flint Jr. 1982. Helicopsyche merida ingår i släktet Helicopsyche och familjen Helicopsychidae. Inga underarter finns listade i Catalogue of Life.